# Ранко Зироєвич
Ранко Зироєвич (сербохорв. Ranko Zirojević, чорн. Ранко Зиројевић, нар. 1 вересня 1967) — югославський футболіст, що грав на позиції півзахисника.

## Клубна кар'єра
У дорослому футболі дебютував 1985 року виступами за команду «Сутьєска», в якій провів шість сезонів, взявши участь у 121 матчі чемпіонату.  Більшість часу, проведеного у складі «Сутьєски», був основним гравцем команди. Після цього недовгий час виступав за інший місцевий клуб «Могрен».
Через війну в Югославії, в якій він втратив брата, у липні 1993 року Зироєвич відправився до клубу грецького другого дивізіону «Етнікос» (Пірей), з яким у першому ж сезоні вийшов до елітного дивізіону і зіграв вісім матчів у грецькій Суперлізі в наступному сезоні 1994/95, перед поверненням у «Могрен» у грудні 1994 році. 
У наступному сезоні він приєднався до словенського «Марибора», після якого втретє у кар'єрі став гравцем «Могрена».
Протягом 1994—1995 років захищав кольори клубу «Етнікос» (Пірей).
Завершив професійну кар'єру футболіста виступами за нижчоліговий сербський клуб «Врбас», де грав у 1997–1999 роках. Пізніше він став тренером молодіжної академії «Могрена».

## Виступи за збірну
У складі юнацької збірної Югославії (U-20) Ранко став молодіжним чемпіоном світу 1987 року, зігравши на турнірі у Чилі у 4 іграх і відзначившись одним забитим голом в матчі групового етапу проти Того (4:1).

## Титули і досягнення
- Чемпіон світу (U-20): 1987